# Anomala albopilosa
Anomala albopilosa — вид насекомых семейства пластинчатоусых из подсемейства хлебные жуки и хрущики. Первоначально он был описан в роде Euchlora Фредериком Уильямом Хоупом в 1839 году. Обитает на четырех крупных островах Японии (Кюсю, Сикоку, Хонсю и Хоккайдо), островах Рюкю, Корее и Тайване.
Выделяют 6 подвидов:
- Anomala albopislosa subsp. albopilosa
- Anomala albopilosa subsp. trachpyga
- Anomala albopilosa subsp. yashiroi
- Anomala albopilosa subsp. gracilis
- Anomala albopilosa subsp. sakishimana
- Anomala albopilosa subsp. yonaguniana